# Escherichia
Escherichia ist eine Gattung gramnegativer Stäbchenbakterien der Familie Enterobacteriaceae mit aktiver Bewegung (peritrich begeißelt) oder unbegeißelt ohne aktive Bewegung. Benannt wurde die Gattung nach dem deutschen Kinderarzt Theodor Escherich. Die Gattung Escherichia ist Oxidase-negativ und zeigt sich, im Gegensatz zu der sehr ähnlichen Gattung Enterobacter, bei der Voges-Proskauer-Reaktion negativ. Wichtigster Vertreter ist das Colibakterium Escherichia coli.

## Stoffwechsel
Die Angehörigen der Gattung Escherichia sind chemoorganotroph, d. h., sie bauen zur Energiegewinnung organische Stoffe ab. Sie sind fakultativ anaerob: Wenn Sauerstoff vorhanden ist, haben sie einen oxidativen Energiestoffwechsel, sie oxidieren die organischen Stoffe zu Kohlenstoffdioxid (CO2) und Wasser; wenn kein Sauerstoff vorhanden ist, also unter anoxischen Bedingungen, nutzen sie die gemischte Säuregärung als Energiestoffwechselweg, wobei große Mengen von Säuren (Essigsäure, Milchsäure und Bernsteinsäure) als Endprodukte entstehen.
Andere Gattungen der Familie Enterobacteriaceae, wie z. B. Enterobacter, nutzen unter anoxischen Bedingungen die 2,3-Butandiol-Gärung zur Energiegewinnung. Hierbei entstehen als Endprodukte vor allem in großen Mengen der Alkohol 2,3-Butandiol und CO2, daneben in nur geringen Mengen u. a. verschiedene Säuren. Die 2,3-Butandiol-Gärung wird nachgewiesen durch den Voges-Proskauer-Test auf Acetoin, ein Zwischenprodukt dieser Gärung. Dieser Test dient zur Unterscheidung der Butanolgärung von der gemischten Säuregärung und damit zur Differenzierung der Enterobacteriaceae.

## Arten
Mit Stand 7. September 2023 gehören zur Gattung Escherichia folgende Arten:
- E. albertii Huys et al. 2003[1]
- E. coli (Migula 1895) Castellani & Chalmers 1919
- E. fergusonii Farmer et al. 1985
- E. hermannii Brenner et al. 1983 (syn. Atlantibacter hermannii)
- E. marmotae Liu et al. 2015
- E. ruysiae van der Putten et al. 2021
- E. whittamii Gilroy et al. 2021
- E. spp. (diverse)

Verschiebungen: Nicht mehr zur Gattung gehören:
- E. blattae Burgess et al. 1973 ⇒ Shimwellia blattae (Burgess et al. 1973) Priest & Barker 2010
- E. vulneris Brenner et al. 1983 ⇒ Pseudescherichia vulneris (Brenner et al.) Alnajar & Gupta 2017

In der LPSN ist Atlantibacter Hata et al. 2016 ein Synonym für Escherichia, nicht so in der GTDB und der NCBI-Taxonomie.
Entsprechend firmiert in den letzteren beiden Quellen E. hermannii unter der Bezeichnung Atlantibacter hermannii.